# Dos noches en el Price
Dos noches en el Price es el segundo álbum en directo del grupo español de rock M Clan, el cual contiene un doble CD con veintidós temas en total grabados en directo en el Teatro Circo Price más dos DVD, el primero con la grabación de más de dos horas de los mismos conciertos del 6 y el 7 de junio de 2014 grabados en los CD, y un segundo DVD titulado Las calles siguen ardiendo y dirigido por Lasdelcine en el que repasan su historia en algo más de hora y media de duración. 
Con Dos noches en el Price, M Clan celebró sus veinte años de carrera musical, iniciados en 1993 y con un primer hito importante en 1995 con la publicación de su álbum debut Un buen momento, así que para esos dos conciertos aniversario contaron con importantes invitados del rock en español, como Ariel Rot, El Drogas, Alejo Stivel, Miguel Ríos, Guasones, Fito Cabrales y Enrique Bunbury; así como con exmiembros de M Clan, como Carlos Raya, Luis Prado e Íñigo Uribe. 

## Lista de temas
Primer CD
1. "Calle sin luz" - (4:37)
2. "Para no ver el final" - (4:50)
3. "Basta de blues" - (5:12)
4. "Llamando a la Tierra" - (4:39)
5. "Perdido en la ciudad" - (3:59)
6. "Me voy a dejar llevar" - (5:16)
7. "Inmigrante" - (5:31)
8. "Me estás atrapando otra vez" - (5:44)
9. "Maxi ha vuelto" - (3:59)
10. "Las calles están ardiendo" - (7:41)
11. "Gracias por los días que vendrán" - (3:16)
12. "Las palabras que me dijiste" - (4:12)

Segundo CD
1. "Usar y tirar" - (5:05)
2. "Carrusel" - (4:01)
3. "Roto por dentro" - (4:36)
4. "Sin rumbo y sin dirección" - (5:38)
5. "Maggie despierta" - (5:17)
6. "Dónde está la revolución" - (5:28)
7. "Carolina" - (4:20)
8. "Medly Pasos de equilibrista + Baba O'Riley" - (8:10)
9. "Miedo" - (6:17)
10. "Quédate a dormir" - (6:02)